# Úrvalsdeild 2011
La Úrvalsdeild 2011 (detta anche Pepsi Úrvalsdeild per motivi di sponsorizzazione) è stata la 100ª edizione della massima serie del campionato di calcio islandese disputato tra il 2 maggio e il 1º ottobre 2011 e concluso con la vittoria del KR Reykjavík, al suo venticinquesimo titolo.
Capocannoniere del torneo fu Garðar Jóhannsson (Stjarnan) con 15 reti.

## Formula
Le 12 squadre partecipanti si sono affrontate in un girone di andata e ritorno, per un totale di 22 giornate.
La squadra campione di Islanda ha il diritto a partecipare alla UEFA Champions League 2012-2013 partendo dal secondo turno di qualificazione.
Le squadre classificate al secondo e terzo posto sono ammesse alla UEFA Europa League 2012-2013 partendo dal primo turno di qualificazione.
La vincitrice della Coppa nazionale è ammessa alla UEFA Europa League 2012-2013 partendo dal secondo turno di qualificazione. Dato che il KR Reykjavík ha vinto sia il campionato che la coppa, la finalista della Coppa (il Þór) è stata ammessa al primo turno di qualificazione della UEFA Europa League 2012-2013, mentre la seconda classificata del campionato è stata ammessa al secondo turno di qualificazione.
Le ultime due classificate sono retrocesse direttamente in 1. deild karla.

## Squadre partecipanti
| Club             | Stagione | Città          | Stadio           | Posizione 2010             |
| ---------------- | -------- | -------------- | ---------------- | -------------------------- |
| Breiðablik       |          | Kópavogur      | Kópavogsvöllur   | Campione                   |
| FH Hafnarfjörður |          | Hafnarfjörður  | Kaplakriki       | 2º posto                   |
| Fram Reykjavík   |          | Reykjavík      | Laugardalsvöllur | 5º posto                   |
| Fylkir           |          | Reykjavík      | Fylkisvöllur     | 9º posto                   |
| Grindavík        |          | Grindavík      | Grindavíkvöllur  | 10º posto                  |
| ÍBV Vestmannæyja |          | Vestmannaeyjar | Hásteinsvöllur   | 3º posto                   |
| Keflavík         |          | Keflavík       | Nettó-völlur     | 6º posto                   |
| KR Reykjavík     | dettagli | Reykjavík      | KR-völlur        | 4º posto                   |
| Stjarnan         |          | Garðabær       | Stjörnuvöllur    | 8º posto                   |
| Valur            |          | Reykjavík      | Vodafonevöllurin | 7º posto                   |
| Víkingur         |          | Reykjavík      | Víkin            | 1º posto in 1. deild karla |
| Þór              |          | Akureyri       | þórsvöllur       | 2º posto in 1. deild karla |

## Classifica
|                    | Pos. | Squadra          | Pt | G  | V  | N | P  | GF | GS | DR  |
| ------------------ | ---- | ---------------- | -- | -- | -- | - | -- | -- | -- | --- |
| Islanda (bandiera) | 1.   | KR Reykjavík     | 47 | 22 | 13 | 8 | 1  | 44 | 22 | +22 |
|                    | 2.   | FH Hafnarfjörður | 44 | 22 | 13 | 5 | 4  | 48 | 31 | +17 |
|                    | 3.   | ÍBV Vestmannæyja | 40 | 22 | 12 | 4 | 6  | 37 | 27 | +10 |
|                    | 4.   | Stjarnan         | 37 | 22 | 10 | 7 | 5  | 51 | 35 | +16 |
|                    | 5.   | Valur            | 36 | 22 | 10 | 6 | 6  | 28 | 23 | +5  |
|                    | 6.   | Breiðablik       | 27 | 22 | 7  | 6 | 9  | 34 | 42 | -8  |
|                    | 7.   | Fylkir           | 25 | 22 | 7  | 4 | 11 | 34 | 44 | -10 |
|                    | 8.   | Keflavík         | 24 | 22 | 7  | 3 | 12 | 27 | 32 | -5  |
|                    | 9.   | Fram Reykjavík   | 24 | 22 | 6  | 6 | 10 | 20 | 28 | -8  |
|                    | 10.  | Grindavík        | 23 | 22 | 5  | 8 | 9  | 26 | 37 | -11 |
|                    | 11.  | Þór              | 21 | 22 | 6  | 3 | 13 | 28 | 41 | -13 |
|                    | 12.  | Víkingur         | 15 | 22 | 3  | 6 | 13 | 24 | 39 | -15 |

Legenda:

      Campione d'Islanda e ammesso alla UEFA Champions League
      Ammesso alla UEFA Europa League
      Retrocesso in 1. deild karla
Note:

Tre punti a vittoria, uno a pareggio, zero a sconfitta.

## Risultati

### Tabellone
|                  | Bre  | Fra  | Fyl  | Gri  | Haf  | ÍBV  | Kef  | KR   | Stj  | Val  | Vík  | Þór  |
| ---------------- | ---- | ---- | ---- | ---- | ---- | ---- | ---- | ---- | ---- | ---- | ---- | ---- |
| Breiðablik       | –––– | 1-1  | 3-1  | 2-1  | 0-1  | 1-2  | 2-1  | 2-3  | 4-3  | 1-1  | 2-6  | 4-1  |
| Fram             | 1-0  | –––– | 0-0  | 1-1  | 1-2  | 0-2  | 1-0  | 1-2  | 2-5  | 3-1  | 2-1  | 0-1  |
| Fylkir           | 1-2  | 0-0  | –––– | 2-3  | 3-5  | 1-3  | 2-1  | 0-3  | 2-3  | 2-1  | 2-1  | 1-1  |
| Grindavík        | 1-1  | 1-2  | 1-4  | –––– | 1-3  | 2-0  | 0-2  | 0-3  | 2-2  | 0-2  | 0-0  | 4-1  |
| FH Hafnarfjörður | 4-1  | 1-1  | 2-2  | 7-2  | –––– | 4-2  | 1-0  | 2-1  | 3-0  | 3-2  | 1-1  | 2-0  |
| ÍBV              | 1-1  | 1-0  | 1-2  | 0-2  | 3-1  | –––– | 2-1  | 1-1  | 2-1  | 1-1  | 2-0  | 3-1  |
| Keflavík         | 1-1  | 1-0  | 1-2  | 1-2  | 1-1  | 0-2  | –––– | 2-3  | 4-2  | 0-2  | 2-1  | 2-1  |
| KR               | 4-0  | 2-1  | 3-2  | 1-1  | 2-0  | 2-2  | 1-1  | –––– | 1-1  | 1-1  | 3-2  | 3-1  |
| Stjarnan         | 3-2  | 2-2  | 4-1  | 2-1  | 4-0  | 3-2  | 2-3  | 1-1  | –––– | 5-0  | 0-0  | 5-1  |
| Valur            | 2-0  | 1-0  | 3-1  | 1-1  | 1-0  | 0-1  | 0-1  | 0-0  | 1-1  | –––– | 2-1  | 2-1  |
| Víkingur         | 2-2  | 0-1  | 1-3  | 0-0  | 1-3  | 1-3  | 2-1  | 0-2  | 1-1  | 0-1  | –––– | 2-0  |
| Þór              | 1-2  | 3-0  | 2-0  | 0-0  | 2-2  | 2-1  | 2-1  | 1-2  | 0-1  | 0-3  | 6-1  | –––– |

### Calendario
| Andata | Andata | Prima giornata         | Ritorno | Ritorno |
|        |        |                        |         |         |
| 02-05  | 1-0    | ÍBV-Fram               | 2-0     | 24-07   |
| 02-05  | 4-2    | Keflavík-Stjarnan      | 3-2     | 24-07   |
| 02-05  | 2-3    | Fylkir-Grindavík       | 4-1     | 24-07   |
| 02-05  | 1-0    | Valur-FH Hafnarfjörður | 2-3     | 25-07   |
| 03-05  | 2-3    | Breiðablik-KR          | 0-4     | 24-07   |
| 03-05  | 2-0    | Víkingur-Þór           | 1-6     | 24-07   |

| Andata | Andata | Terza giornata            | Ritorno | Ritorno |
|        |        |                           |         |         |
| 11-05  | 0-2    | Víkingur-KR               | 2-3     | 07-08   |
| 11-05  | 1-1    | Keflavík-FH Hafnarfjörður | 0-1     | 07-08   |
| 11-05  | 0-0    | Fylkir-Fram               | 0-0     | 07-08   |
| 11-05  | 2-1    | Breiðablik-Grindavík      | 1-1     | 07-08   |
| 11-05  | 0-1    | Þór-Stjarnan              | 1-5     | 07-08   |
| 11-05  | 0-1    | Valur-ÍBV                 | 1-1     | 07-08   |

| Andata | Andata | Quinta giornata      | Ritorno | Ritorno |
|        |        |                      |         |         |
| 22-05  | 3-1    | Breiðablik-Fylkir    | 2-1     | 22-08   |
| 22-05  | 1-0    | Valur-Fram           | 1-3     | 22-08   |
| 22-05  | 1-1    | Stjarnan-KR          | 1-1     | 22-08   |
| 22-05  | 0-0    | Víkingur-Grindavík   | 0-0     | 22-08   |
| 22-05  | 0-2    | Keflavík-ÍBV         | 1-2     | 21-08   |
| 13-06  | 2-2    | Þór-FH Hafnarfjörður | 0-2     | 21-08   |

| Andata | Andata | Settima giornata    | Ritorno | Ritorno |
|        |        |                     |         |         |
| 06-06  | 2-1    | Stjarnan-Grindavík  | 2-2     | 11-09   |
| 06-06  | 1-3    | Víkingur-Fylkir     | 1-2     | 11-09   |
| 07-06  | 1-1    | Breiðablik-Fram     | 0-1     | 11-09   |
| 07-06  | 2-1    | Þór-ÍBV             | 1-3     | 11-09   |
| 07-06  | 2-0    | KR-FH Hafnarfjörður | 1-2     | 11-09   |
| 30-06  | 0-2    | Keflavík-Valur      | 1-0     | 11-09   |

| Andata | Andata | Nona giornata              | Ritorno | Ritorno |
|        |        |                            |         |         |
| 06-07  | 0-3    | Þór-Valur                  | 1-2     | 18-09   |
| 06-07  | 1-0    | Keflavík-Fram              | 0-1     | 19-09   |
| 06-07  | 2-2    | Víkingur-Breiðablik        | 6-2     | 19-09   |
| 06-07  | 7-2    | FH Hafnarfjörður-Grindavík | 3-1     | 19-09   |
| 06-07  | 4-1    | Stjarnan-Fylkir            | 3-2     | 19-09   |
| 25-08  | 2-2    | KR-ÍBV                     | 1-1     | 19-09   |

| Andata | Andata | Undicesima giornata     | Ritorno | Ritorno |
|        |        |                         |         |         |
| 16-07  | 3-2    | Stjarnan-Breiðablik     | 3-4     | 01-10   |
| 17-07  | 2-0    | Grindavík-ÍBV           | 2-0     | 01-10   |
| 17-07  | 2-2    | FH Hafnarfjörður-Fylkir | 5-3     | 01-10   |
| 17-07  | 1-1    | KR-Valur                | 0-0     | 01-10   |
| 18-07  | 0-1    | Víkingur-Fram           | 1-2     | 01-10   |
| 18-07  | 2-1    | Þór-Keflavík            | 1-2     | 01-10   |

| Andata | Andata | Seconda giornata            | Ritorno | Ritorno |
|        |        |                             |         |         |
| 07-05  | 0-0    | Stjarnan-Víkingur           | 1-1     | 03-08   |
| 07-05  | 0-1    | Fram-Þór                    | 0-3     | 03-08   |
| 07-05  | 1-2    | ÍBV-Fylkir                  | 3-1     | 03-08   |
| 08-05  | 0-2    | Grindavík-Valur             | 1-1     | 03-08   |
| 08-05  | 1-1    | KR-Keflavík                 | 3-2     | 22-09   |
| 08-05  | 4-1    | FH Hafnarfjörður-Breiðablik | 1-0     | 03-08   |

| Andata | Andata | Quarta giornata           | Ritorno | Ritorno |
|        |        |                           |         |         |
| 15-05  | 1-1    | ÍBV-Breiðablik            | 2-1     | 16-02   |
| 15-05  | 2-5    | Fram-Stjarnan             | 2-2     | 16-02   |
| 15-05  | 2-1    | Fylkir-Valur              | 1-3     | 16-02   |
| 16-05  | 1-1    | FH Hafnarfjörður-Víkingur | 3-1     | 16-02   |
| 16-05  | 0-2    | Grindavík-Keflavík        | 2-1     | 16-02   |
| 16-05  | 3-1    | KR-Þór                    | 2-1     | 16-02   |

| Andata | Andata | Sesta giornata            | Ritorno | Ritorno |
|        |        |                           |         |         |
| 29-05  | 2-0    | ÍBV-Víkingur              | 3-1     | 29-08   |
| 29-05  | 1-2    | Fram-KR                   | 1-2     | 29-08   |
| 29-05  | 2-0    | Valur-Breiðablik          | 1-1     | 28-08   |
| 30-05  | 3-0    | FH Hafnarfjörður-Stjarnan | 0-4     | 29-08   |
| 30-05  | 2-1    | Fylkir-Keflavík           | 2-1     | 29-08   |
| 30-05  | 4-1    | Grindavík-Þór             | 0-0     | 28-08   |

| Andata | Andata | Ottava giornata       | Ritorno | Ritorno |
|        |        |                       |         |         |
| 24-06  | 2-1    | ÍBV-Stjarnan          | 2-3     | 15-09   |
| 26-06  | 1-1    | Fylkir-Þór            | 0-2     | 15-09   |
| 26-06  | 2-1    | Valur-Víkingur        | 1-0     | 15-09   |
| 26-06  | 0-3    | Grindavík-KR          | 1-1     | 15-09   |
| 27-06  | 2-1    | Breiðablik-Keflavík   | 1-1     | 15-09   |
| 27-06  | 1-2    | Fram-FH Hafnarfjörður | 1-1     | 15-09   |

| Andata | Andata | Decima giornata      | Ritorno | Ritorno |
|        |        |                      |         |         |
| 09-07  | 4-1    | Breiðablik-Þór       | 2-1     | 25-09   |
| 10-07  | 3-1    | ÍBV-FH Hafnarfjörður | 2-4     | 25-09   |
| 10-07  | 0-3    | Fylkir-KR            | 2-3     | 25-09   |
| 11-07  | 2-1    | Keflavík-Víkingur    | 1-2     | 25-09   |
| 11-07  | 1-1    | Fram-Grindavík       | 2-1     | 25-09   |
| 11-07  | 1-1    | Valur-Stjarnan       | 0-5     | 25-09   |

## Classifica marcatori
| Gol |  |  | Giocatore                   | Squadra          |
| --- |  |  | --------------------------- | ---------------- |
| 15  |  |  | Garðar Jóhannsson           | Stjarnan         |
| 13  |  |  | Atli Viðar Björnsson        | FH Hafnarfjörður |
| 12  |  |  | Halldór Orri Björnsson      | Stjarnan         |
| 12  |  |  | Kjartan Finnbogason         | KR Reykjavík     |
| 11  |  |  | Kristinn Steindórsson       | Breiðablik       |
| 10  |  |  | Tryggvi Guðmundsson         | ÍBV Vestmannæyja |
| 10  |  |  | Matthías Vilhjálmsson       | FH Hafnarfjörður |
| 9   |  |  | Albert Brynjar Ingason      | Fylkir           |
| 8   |  |  | Guðjón Baldvinsson          | KR Reykjavík     |
| 8   |  |  | Sveinn Elias Jónsson        | Þór              |
| 8   |  |  | Guðjón Pétur Lýðsson        | Valur            |
| 7   |  |  | Magnús Björgvinsson         | Grindavík        |
| 7   |  |  | Arnar Gunnlaugsson          | Fram Reykjavík   |
| 7   |  |  | Ingimundur Óskarsson        | Fylkir           |
| 7   |  |  | Björgólfur Hideaki Takefusa | Víkingur         |

## Verdetti
- Campione:  KR Reykjavík
- In UEFA Champions League 2012-2013:  KR Reykjavík
- In UEFA Europa League 2012-2013:  FH Hafnarfjörður (al secondo turno di qualificazione),  ÍBV Vestmannæyja e  Þór (al primo turno di qualificazione).
- Retrocesse in 1. deild karla:  Þór e  Víkingur